# يوحنا الثالث سوبياسكي

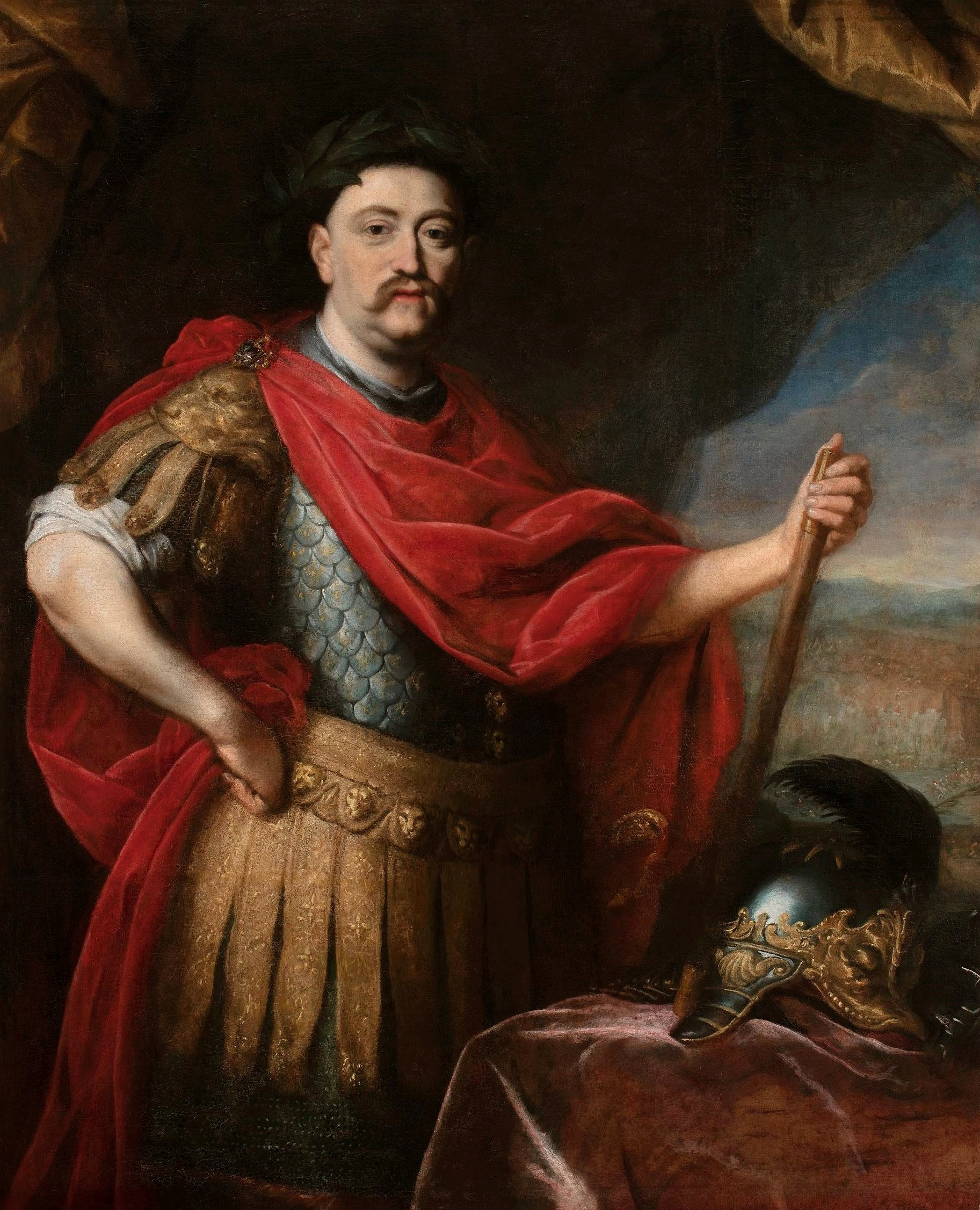
يوحنا الثالث سوبياسكي (17 اغسطس 1629 - 17 يونيو 1696) ملك بولندا(1674 - 1696)

يوحنا الثالث سوبياسكي أو يوحنا سوبييسكي (1629 م - 1696 م).

الملك يوحنا الثالث البولوني (1674 م- 1696 م).
(((كان هناك رجل أرسله الله، وكان أسمه يوحنا)). هذا النص من العهد الجديد في الكتاب المقدس قرأه كثيرون من الأسافقة والكهنة من على منابر الكنائس في النمسا سنة 1683 م عندما طَردَ يوحنا الثالث سوبياسكي، ملك بولونيا، الأتراك العثمانيين من مدينة فيينا التي كانوا يحاصرونها. وقد انقذ في الواقع الأمبراطورية من الأنهيار أمام الأتراك.
كان يوحنا الثالث سوبياسكي ابن حاكم كراكوفيا، في بولونيا، وفي سنة 1674 م، وبعد أن شكّل جيشاً، هزم الأتراك في معركة شوجين، انتُخب ملكاً على بولونيا. ولكن نجدته للنمساويين في فيينا لم تساعد بولونيا، مع أنها جعلته بطلاً في أوروبا المسيحية).

## سيرته وأعماله
يوحنا الثالث سوبياسكي (جون سوبيسكي) (17 اغسطس 1629 - 17 يونيو 1696) ملك بولندا هو أحد ابرز ملوك الكومنولث البولندي - الليتواني، في الفترة من 1674 حتى وفاته وملك بولندا والدوق الأكبر من ليتوانيا (1674 - 1696). تميزت فترة 22 عاما عهد سوبياسكي باستقرار الكومنولث، بعد الاضطراب.
كان ليوحنا الثالث سوبياسكي شعبية بين رعاياه، كما كان لة عبقرية القائد العسكري، الأكثر شهرة من اجل الانتصار على الاتراك في معركة فيينا 1683. لانتصاراته على الإمبراطورية العثمانية الاتراك، سماه خبراء الإمبراطورية العثمانية «اسد لخستان lechistan» (ليخستان الاسم القديم لبولندا)

## معركة فيينا
عندما التأمت الجيوش الأوروبية ترك دوق لورين القيادة العامة لملك بولندا يوحنا الثالث سوبياسكي واكتملت استعداداتهم يوم الجمعة الموافق 11 سبتمبر بعدما شعروا أن سقوط فيينا ليس أمامه إلا أيام قليلة؛ لذلك أقدم الأوروبيون على عبور جسر «الدونة» الذي يسيطر عليه العثمانيون بالقوة مهما كلفهم من خسائر، حيث لم يكن بالإمكان إيصال الإمدادات إلى فيينا دون عبور هذا الجسر.
في يوم السبت 12 سبتمبر 1683م تقابل الجيشان أمام أسوار فيينا وكان الأوروبيون فرحين لعبورهم جسر الدونة دون أن تُسكب منهم قطرة دم واحدة، إلا أن هذا الأمر جعلهم على حذر شديد، أما العثمانيون فكانوا في حالة من السأم لعدم تمكنهم من غزو فيينا، وحالة من الذهول لرؤيتهم الأوروبيين أمامهم بعد عبور جسر الدونة، بالإضافة إلى ما ارتكبوه من شرب الخمر ومعاشرة النساء، وانشغال بعض فرق الجيش بحماية غنائمها وليس القتال لتحقيق النصر، وتوترت العلاقة بين الصدر الأعظم وبعض وبعض قواد جيشه وظهرت نتائج ذلك مع بداية المعركة.
شن مصطفى باشا هجوما مضادا، مع معظم قواته، واجزاء من النخبة الانكشاريه لغزو المدينة. كان القواد الترك ينوون احتلال فيينا قبل وصول يوحنا الثالث سوبياسكي ولكن الوقت نفد. اعد المهندسون العسكريون تفجير آخر كبير ونهائي لتوفير إمكانيه الوصول إلى المدينة. بينما انهى الأتراك على عجل عملهم واغلاق النفق لجعل الانفجار أكثر فعالية، اكتشف النمساويين الكهف في فترة ما بعد الظهر. احدهم دخل النفق وابطل مفعولها في الوقت المناسب تماما.
في ذلك الوقت، في ساحة المعركة، بدأت المشاة البولنديه الهجوم على الجهة اليمنى جيش الإمبراطورية العثمانية وبدلا من التركيز على المعركة مع الجيش الاغاثه، حاولت قوة الأتراك احتلال المدينة.
كان الجيش العثماني متعبا ومتشائم بعد فشل كل محاولة استنزاف القوة الغاشمه واعتداء من المدينة، ووصول للسلاح الفرسان حول مجرى المعركة ضدهم، وارسالهم إلى التراجع إلى الجنوب والشرق. في اقل من ثلاث ساعات بعد هجوم سلاح الفرسان، كسبت القوى المسيحية المعركة وانقذت فيينا من الاحتلال. وبعد المعركة، اقتبس يوحنا الثالث سوبياسكي واعاد صياغه يوليوس قيصر الشهيرة بالقول«veni، vidi، الآلة vicit»--«أتيت، رأيت، غزاها الله».

## أهمية نتائج معركة فيينا
معركة فيينا نقطة تحول في كفاح 300 سنة بين القوات من أوروبا الوسطى وممالك الإمبراطورية العثمانية.وبعد المعركة على مدى ستة عشر عاما تمكنت سلالة عائلة هابسبورغ النمساوية تدريجيا إلى حد كبير اخلائ القوات التركية من الاراضى الجنوبية والمجر وترانسيلفانيا.
قُتل من العثمانيين حوالي 15000 رجل في القتال وقُتل من الأوروبيين ما يقرب من 4000 ووضع مصطفى باشا خطة موفقة للانسحاب حتى لا يضاعف خسائره، وأخذ الجيش العثماني معه أثناء الانسحاب 81 ألف أسير، وعلى الرغم من هزيمة القوات التركية الكاملة فقد وجدت الوقت لذبح جميع السجناء النمساويه، فيما عدا تلك القلة من طبقة النبلاء التي اخذوا معهم للافتداء. وانتهى الحصار الذي استمر 59 يوما،
فقدت الدولة العثمانية بهزيمتها أمام فيينا ديناميكية الهجوم والتوسع في أوروبا، وكانت الهزيمة نقطة توقف في تاريخ الدولة. تحرك جيش التحالف المسيحي لاسترجاع ارضهم التي نهبت منهم بسبب الغزاة العثمانيين

## معركة «جكردلن»
وقعت معركة «جكردلن» بين أحد القادة العثمانيين وقواته البالغة 30 ألف مقاتل وبين ملك بولندا يوحنا الثالث سوبياسكي وقواته البالغة 60 ألف مقاتل، وانتهت بتراجع سوبياسكي، وتوالت المعارك العثمانية في أوروبا، وفقدت الدولة بعض مراكزها الهامة بسبب هزيمتها أمام فيينا التي كانت هزيمة من النوع الثقيل تاريخيا أكثر منه عسكريا.

## روابط خارجية
- يوحنا الثالث سوبياسكي على موقع الموسوعة البريطانية (الإنجليزية)
- يوحنا الثالث سوبياسكي على موقع إن إن دي بي (الإنجليزية)